# Carolina Cerqueira
Carolina Cerqueira (Banga, 20 de outubro de 1956) é uma jurista, jornalista, diplomata e política angolana. É deputada pelo MPLA desde 2008 e presidente da Assembleia Nacional de Angola desde 16 de setembro de 2022.

## Biografia
Carolina Cerqueira nasceu em 20 de outubro de 1956 na vila-comuna de Caculo Cabaça, município da Banga, província do Cuanza Norte. Seu pai é Clementino Cerqueira e sua mãe é Maria João.
Ingressou no Movimento Popular de Libertação de Angola (MPLA) em meados de 1975, nas batalhas finais pela independência angolana. Neste ínterim, licenciou-se em direito pela Universidade Agostinho Neto e passou a trabalhar, em 1977, como jornalista na Rádio Nacional de Angola, permanecendo ligada aos quadros até 1984.
Foi transferida em 1984 para trabalhar como directora do Gabinete de Cidadania e Sociedade Civil do MPLA, cargo ocupado até o ano de 2008. Foi eleita para o Comité Central do partido, permanecendo neste entre 1992 e 1998 como coordenadora de Campanhas de Informação sobre Saúde - Alfabetização/Vacinação. Neste período foi destacada pelo partido para cursar e fazer estágios em jornalismo diplomático (Organização das Nações Unidas), diplomacia popular (Universidade de Trento) e observação eleitoral (União Europeia). Após isso, serviu como observadora das eleições multipartidárias na Namíbia e África do Sul.
Ao final da década de 2000 ingressa novamente na Universidade Agostinho Neto para cursar o mestrado em ciências político-jurídicas, assumindo, em seguida, a Secretária dos Assuntos Jurídicos e de Solidariedade da Organização da Mulher Angolana (OMA).
Em 2008 é indicada pelo MPLA para compor a lista eleitoral partidária das eleições legislativas de Angola de 2008. É eleita e torna-se, já em 2008, Vice-Presidente do Grupo Parlamentar do MPLA, permanecendo em funções até 2010, quando licenciou-se da legislatura para assumir o Ministério de Estado da Comunicação Social, cargo que ocupou até 2012.
Voltou às listas do partido para as eleições de 2012 e 2017, sendo reeleita deputada. Tornou-se membro da Comissão Permanente de Assuntos Jurídicos e Constitucionais da Assembleia Nacional, além de ser reconduzida à função de Vice-Presidente do Grupo Parlamentar do MPLA. No período passa a ser membra do Comitê Executivo e do Comitê de Desenvolvimento Sustentável, Finanças e Comércio da União Interparlamentar Mundial em 2015, além de Vice-Presidente da Organização Pan-Africana de Mulheres para a África Austral entre 2013 e 2016.
Licencia-se novamente do parlamento em 2016 para assumir como Ministra de Estado da Cultura, cargo que ocupa até 2019, quando foi movida para a função de ministra do Gabinete de Estado para a Área Social, permanecendo no cargo até 2022.
Para as eleições gerais de Angola de 2022 é indicada como número três das listas do MPLA, e é eleita para mais um mandato parlamentar. Dado que o partido ganha maioria dos assentos, é eleita presidente da Assembleia Nacional de Angola em 16 de setembro de 2022.

## Vida pessoal
É irmã do economista angolano José Cerqueira.